# Carola Saavedra
Carola Saavedra (Santiago, 1973) es una escritora chileno-brasileña.

## Biografía
Nació en Santiago de Chile. Su padre trabajaba como ingeniero en plantas de energía hidroeléctrica y en 1976, cuando Saavedra tenía tres años, se trasladó junto a su familia a Brasil. Estudió periodismo en la Pontificia Universidad Católica de Río de Janeiro y obtuvo una maestría en comunicación social. También realizó un doctorado de literatura comparada en la Universidad del Estado de Río de Janeiro. Vivió durante una década en Europa, entre España, Francia y Alemania.
Ha desarrollado su carrera literaria en portugués, y sus libros han sido traducidos al español, inglés, alemán y francés. En 2005 publicó su primera obra, el libro de cuentos Do lado de fora. Su novela Flores azuis (2008) fue premiada por la Associação Paulista de Críticos de Arte (APCA) y obtuvo la Copa Brasileña de Literatua. En tanto, la novela Paisagem com dromedário (2010) recibió el premio Rachel de Queiroz de Literatura en la categoría autor joven. Ambos libros, además, fueron finalistas de los premios Jabuti y São Paulo de Literatura.
En 2012, la revista literaria Granta la incluyó en un listado de los 20 mejores novelistas jóvenes de Brasil.  

## Obras
- Do lado de fora (cuento, 2005)
- Toda terça (novela, 2007)
- Flores azuis (novela, 2008)
- Paisagem com dromedário (Paisaje con dromedario, novela, 2010)
- O inventário das coisas ausentes (Inventario de las cosas ausentes, novela, 2014)
- Com armas sonolentas (novela, 2018)
- O mundo desdobrável: ensaios para depois do fim (ensayo, 2021)
- O manto da noite (novela, 2022)
- Um quarto é muito pouco (poemas, 2022)